# Salvatore Ladu (politico)
Salvatore Ladu (Olzai, 30 agosto 1945 – Cagliari, 13 maggio 2017) è stato un politico italiano.

## Biografia
Dopo essere stato consigliere comunale a Olzai e consigliere regionale sardo, fu rappresentante dell'Ulivo al Senato della Repubblica, dove raggiunse i tre mandati, in seguito alle esperienze nell'XI, XII e XV Legislatura.
Contava inoltre due legislature alla Camera dei deputati (la XIII e la XIV).
Dal 4 maggio 2006 al 28 aprile 2008 fu segretario alla presidenza del Senato.